# Cyclone Dikeledi
Le cyclone Dikeledi est le 5e système tropical, le 4e à être nommé et le 3e à atteindre le stade de cyclone tropical intense de la saison cyclonique 2024-2025 dans l'océan Indien sud-ouest. Dikeledi est un prénom féminin populaire africain signifiant « larmes ». Il provient de la liste triennale alphabétique des noms disponibles pour ce bassin océanique où il avait été suggéré par l'Afrique du Sud,.
Le système a débuté à la fin décembre comme la dépression tropicale 08U au sud de l'Indonésie dans la zone de surveillance australienne de l'océan Indien sud. Le système est passé dans la zone de responsabilité du Centre météorologique régional spécialisé cyclones de La Réunion (CMRS) comme une perturbation tropicale moins organisée le 4 janvier 2025. Traversant ensuite d'est en ouest le bassin, il est devenu une dépression tropicale le 8 janvier, puis tempête tropicale le 9 janvier et cyclone tropical le lendemain, équivalent à un ouragan de catégorie 1 dans l'échelle de Saffir-Simpson, juste avant de frapper le nord de Madagascar le 11 janvier.
Le 12 janvier, redevenue une tempête tropicale, Dikeledi est passée à environ 100 km au sud de Mayotte, un collectivité territoriale unique d'outre-mer de la France, avant de se diriger vers la côte du Mozambique. En approchant du nord de ce pays, Dikeledi a repris de la force et est redevenu un cyclone tropical avant de toucher une seconde fois la terre près de Île de Mozambique le 13 janvier. Après un cours séjour sur terre, où le système s'est affaibli, Dikeledi est retourné sur le canal du Mozambique en direction sud-sud-est. Il a contourné la côte sud-ouest de Madagascar les 15 et 16 janvier tout en s'intensifiant à cyclone tropical intense avant de quitter vers les latitudes subtropicales et devenir une tempête frontale le 17 janvier.
Dikeledi est devenu le plus cyclone tropical intense le plus au sud, avec une latitude de 30,6 °S, des données historiques du bassin, surpassant le record du cyclone Anggrek de 2024. Dikeledi a causé des dégâts importants à Madagascar, Mayotte et le nord du Mozambique ainsi que 9 morts (3 à Madagascar et 6 au Mozambique).

## Évolution météorologique
La zone perturbée 08U a commencé à être suivie par le BOM le 31 décembre au sud de l'Indonésie dans le secteur australien de l'océan Indien. Elle est entrée dans la zone de responsabilité du CMRS de La Réunion tard le 4 janvier 2025. Les données du diffusomètre satellite du 6 janvier ont indiqué que la faible circulation de bas niveau était allongée et la convection associée était encore mal organisée. Le CMRS a cependant envoyé son premier bulletin à 12 h UTC le même jour tout en classant le système comme zone perturbée à isobare fermée 05 à plus de 1 000 km au sud-est de Diego Garcia se dirigeant vers l'ouest. À 0 h UTC le 8, le système a été rehaussé à dépression tropicale.
À 0 h UTC le 9, le CMRS de La Réunion a rehaussé le système à tempête tropicale et les services météorologiques de Maurice l'ont nommée Dikeledi alors qu'elle se dirigeait au nord de Saint-Brandon. À 6 h UTC le 10, elle est passée à forte tempête tropicale et à 18 h UTC, le système est devenu un cyclone tropical se dirigeant vers le pointe nord de Madagascar qui a été mis en alerte cyclonique,. Mayotte, déjà durement touché par le cyclone Chido, a aussi été mis en alerte orange.
Vers 16 h 30 UTC le 11, le cyclone Dikeledi a touché terre dans la province d'Antsiranana, entre les villes de Antsiranana et Vohémar, avec des vents soutenus de 130 km/h. Il a commencé à affaiblir ensuite à forte tempête tropicale en passant dans les terres montagneuses. Mayotte est passé ensuite à l'alerte rouge. Le système est ressorti dans le canal du Mozambique quelques heures plus tard comme tempête tropicale modérée proche de Nosy-Be et se déplaçant vers l'ouest-sud-ouest. Vers 9 h UTC le 12, Dikeledi est passé à environ 100 km au sud de Mayotte.
Poursuivant son chemin sur les eaux chaudes du canal, le système s'est renforcé et est redevenu un cyclone tropical le 13 janvier vers 6 h UTC près de la province de Nampula au Mozambique. Dikeledi a touché la côte au sud de Île de Mozambique vers 12 h UTC avec des vents soutenus sur 10 minutes de 140 km/h et une pression centrale de 971 hPa. Selon le Joint Typhoon Warning Center (JTWC) l'intensité était équivalente à un ouragan de catégorie 2 selon les vents soutenus sur une minute. Le cyclone a refaibli à forte tempête tropicale en passant sur terre, tout en tournant vers le sud, et un peu plus de 12 heures plus tard est ressorti en mer à proximité de la ville d'Angoche.
Le 15 janvier à 12 h UTC, le CMRS a rehaussé Dikeledi au stade de cyclone tropical lors de son déplacement rapide vers le sud-sud-est à travers le canal du Mozambique alors qu'il se situait à environ 200 km au large de Toliara, Madagascar. Grâce à des conditions très favorables, une intensification rapide l'a amené à cyclone tropical intense dès 0 h UTC le 16 janvier au large des côtes sud-ouest et sud de Madagascar. Selon le Joint Typhoon Warning Center (JTWC), l'intensité était équivalente à un ouragan de catégorie 3 avec des vents soutenus sur une minute de 185 km/h. Après 12 h UTC, le système a commencé à faiblir en se dirigeant vers le sud-est et des eaux plus fraîches. Il est retombé à cyclone tropical 6 heures plus tard.
À 6 h UTC le 17, Dikeledi est devenu un cyclone post-tropical à 1 390 km au sud de La Réunion. Le CMRS a émis son dernier bulletin 6 heures plus tard.

## Conséquences

### Madagascar

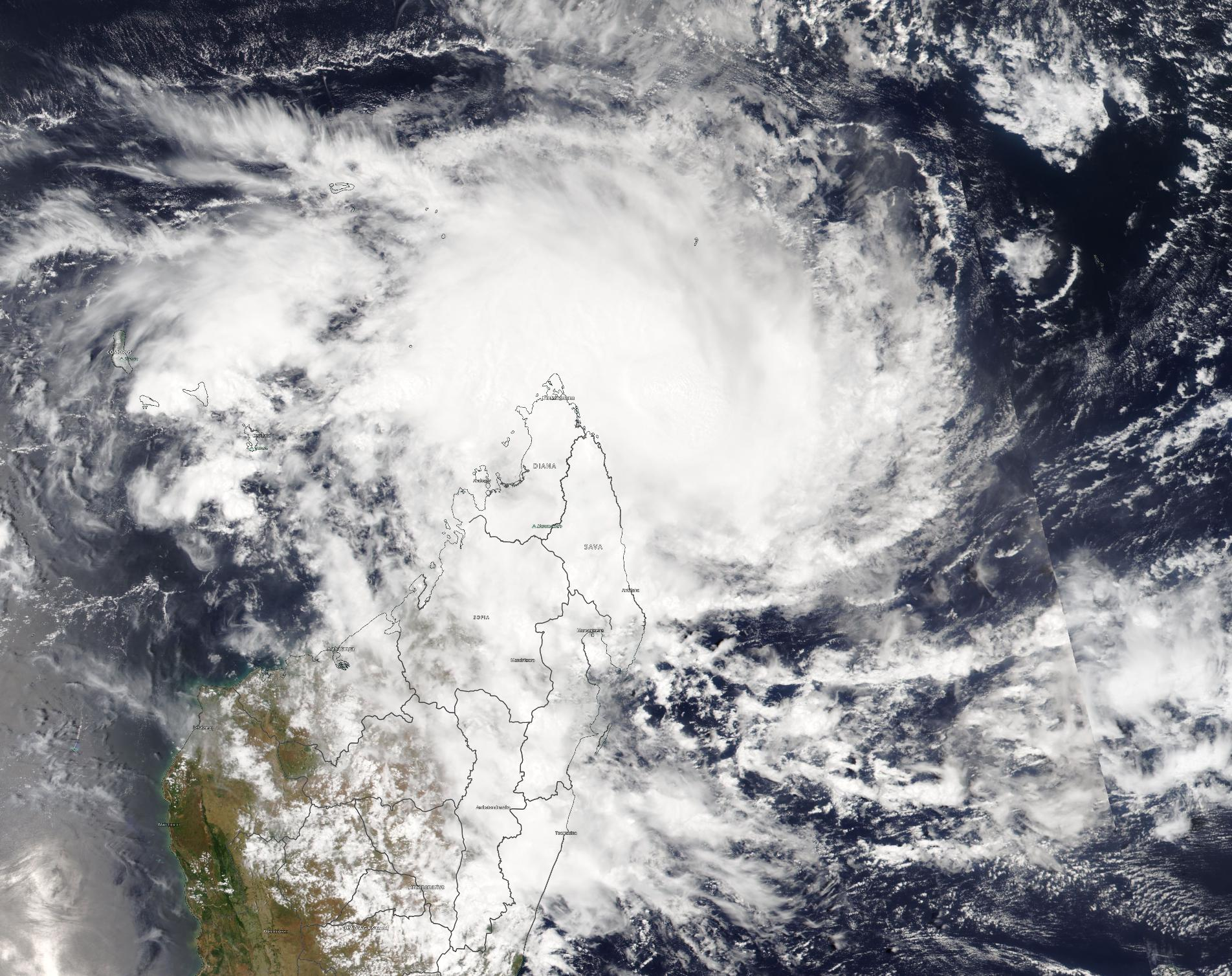
Dikeledi passant sur le nord de Madagascar.

La province d'Antsiranana et une bonne partie de celle de Majunga et ont été mis en alerte cyclonique de jaune à rouge pour les inondations et les vents violents. Les usagers maritimes ont aussi été averti du danger,. Après le passage du cyclone dans le canal du Mozambique, le service météo de Madagascar a émis une vigilance cyclonique pour le sud-ouest de l'île (régions d'Atsimo-Andrefana et d'Androy) le 13 janvier alors que la trajectoire prévue devait se recourber vers le sud et passer près de la côte.
Le 16 janvier, les autorités rapportaient 3 décès dans le nord du pays et plus de 7 000 sinistrés,. Selon les rapports, un piroguier et un enseignant se sont noyées à Maroantsetra et un nonagénaire dans le district d'Antsiranana II, emportés par les crues soudaines des rivières,.
De nombreuses infrastructures ont été touchées, dont des ponts et des routes qui ont été emportés par les eaux ainsi que des écoles qui ont été inondées ou endommagées par le vent alors que les champs de culture ont souffert des intempéries dans le nord-est de Madagascar. Les régions de Sava, Diana et Analanjirofo ont été les plus touchées,. Un bilan décomptait 1 297 maisons inondées, 209 détruites et 1 092 endommagées en plus de 69 écoles endommagées ou détruites,,.
Lors du passage au large, le sud-ouest de l'île a reçu des quantités de pluie localement importantes le 16 janvier. Des inondations ont forcé des sinistrés à rejoindre des refuges

### Mayotte et les Comores
Avant l'arrivée de Dikeledi, environ 14 500 personnes ont été accueillies dans les 79 centres d’hébergement d’urgence établis sur Mayotte. Certaines communes ont dû abriter plus d'individus en disposant de moins de centres à cause des dégâts causés par le cyclone Chido le mois précédent. La Sécurité civile a disposé 645 membres de son personnel dans des lieux stratégiques de l'archipel pour intervenir le plus rapidement possible afin de porter secours, évaluer les dégâts et assister les populations dès la fin de l'alerte cyclonique,.
La députée, Estelle Youssouffa, a mis sur le réseau social X une vidéo d'une coulée de boue et des inondations provoquées par les pluies lors du passage du cyclone Dikeledi. Un rapport a signalé des cumuls de pluie dépassant les 150 mm en 12 heures dont 120 mm en seulement 3 heures dans village de Bandrélé dans le sud-est de l’archipel mahorais. Dans l'extrême sud de Grande-Terre, le village côtier de Mbouini et les alentours sont sous les eaux selon le maire. D'autres villages ont subi des éboulements et les ravines, par lesquelles les eaux de pluie sont évacuées, sont obstruées par des troncs d'arbre qui menacent aussi un pont.
Aucun décès n'est rapporté à Mayotte et seulement 5 personnes ont reçu des soins.

### Mozambique

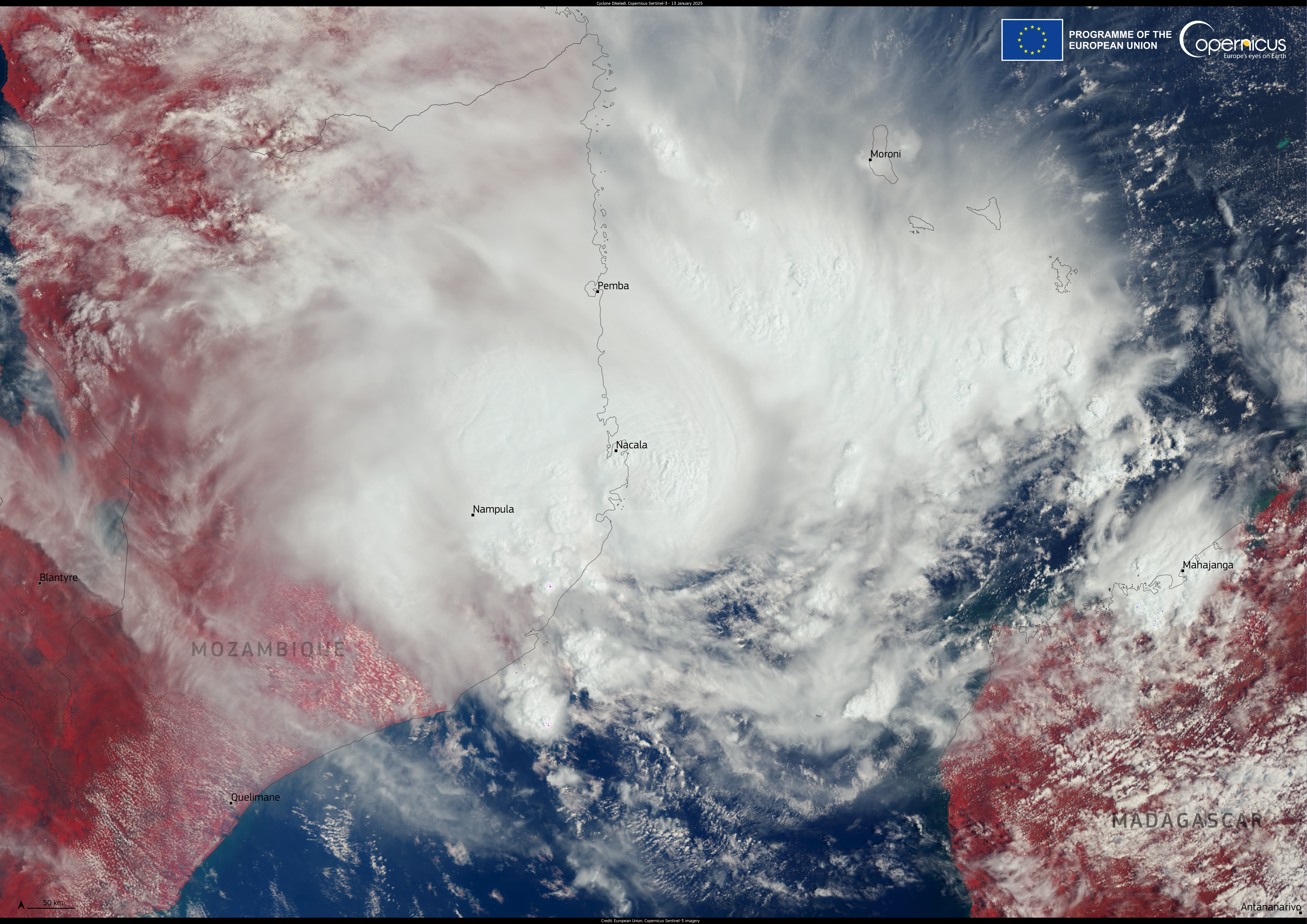
Dikeledi touchant la côte du Mozambique.

Une alerte rouge cyclonique a été émise avant l'arrivée de Dikeledi pour les provinces de Nampula et Zambézie pour de la pluie abondante, des vents violents et un risque de submersion marine des côtes,. Selon l'Institut national de gestion des catastrophes (INGD), environ 255 310 personnes pouvaient être touchées et les protocoles d'action anticipée du gouvernement ont été activé dans les districts d'Angoche et de Mongicual dont l'évacuation préventive et le pré-déploiement de personnel. Les partenaires humanitaires étaient aussi prêts à apporter leur aide si nécessaire de façon limitée dans une zone qui se relève encore du passage du cyclone Chido seulement un mois plus tôt.
Les autorités ont rapporté que les cumuls de pluie ont surtout touché la province de Nampula, atteignant un maximum à Mossuril avec 247 mm, suivi de Muecate avec 240,1 mm et Nampula avec 210,4 mm. Des vents soutenus de 150 km/h, avec des rafales allant jusqu'à 180 km/h ont aussi été signalés.
Selon le rapport de l’INGD du 17 janvier, Dikeledi a fait 6 victimes et plus de 70 423 personnes ont été affectées avec plus de 15 000 maisons endommagées et au moins 3 381 complètement détruites, 67 kilomètres de route endommagés et un pont rendu impraticable. Le district d'Angoche a été le plus touché avec 3 des 6 morts au Mozambique. Quarante-trois établissements de santé et 105 écoles ont été touchés en plus d'au moins 113 000 clients qui ont été privés d’électricité. L'agriculture, l'une des principales activités économiques de la région a été fortement affectée ce qui a compromis la sécurité alimentaire durant les mois suivants,.
Le 27 janvier, l'INGD et d'autres organismes ont révisé à la hausse le nombre de personnes touchées à 283 334, dont 142 598 enfants et 45 333 personnes handicapées. L'impact le plus grave était dans les districts de Mossuril (62 003), suivis de l'île de Mozambique (58 610), Monapo (44 287), Nacala (25 394), Angoche (23 991) et Liupo (19 793). Le nombre total de maisons endommagées était estimé à 80 865, dont 36 853 détruites, ainsi que 48 établissements de santé, 221 écoles, 168 lieux d'atelier et 4 092 ha de superficie agricole. Selon les autorités sanitaires provinciales, 37 cas de diarrhée ont été signalés dans 14 districts alors que le district de Mogincual présentait un risque de développement de cas de choléra de 100 %, suivi de ceux d'Angoche à 40 % et de Moma à 38 %.